# Juan Carlos Buzzetti
Juan Carlos Buzzetti (ur. 26 lutego 1945 w Canrlones)– urugwajski trener piłkarski. W 2012 roku prowadził reprezentację Fidżi na Pucharze Narodów Oceanii.